# 杜拉 (加利福尼亞州)
杜拉（英語：Dulah）是位於美國加利福尼亞州文圖拉縣的一個非建制地區。該地的面積和人口皆未知。

## 地理
杜拉的座標為34°18′40″N 119°21′26″W / 34.31111°N 119.35722°W，而該地的平均海拔高度為3米（即10英尺）。